# Il maestro del villaggio
Il maestro del villaggio ("Der Dorfschullehrer" o "Der Riesenmaulwurf") è un racconto incompiuto di Franz Kafka pubblicato per la prima volta postumo nella raccolta Durante la costruzione della muraglia cinese del 1931. La storia è stata scritta tra la fine del 1914 l'inizio del 1915: un commerciante e un insegnante di scuola di villaggio conducono una lotta inutile per il riconoscimento scientifico dell'esistenza di una talpa gigante.

## Trama
Il narratore sulla presenza di una talpa gigante in un lontano villaggio, e del tentativo del maestro di scuola della comunità per portare la sua esistenza all'attenzione del pubblico, ma con l'unico risultato di diventare oggetto di derisione da parte degli scienziati ufficiali.
Senza conoscere di persona il maestro di scuola, il narratore cerca di difendere lui e la sua onestà di ricercatore in un documento concernente l'esistenza della talpa gigante; vuole aiutare l'insegnante ad ottenere la sua meritata reputazione scientifica.
La collaborazione non potrà però esser molto fruttuosa né portare a buon fine, in quanto l'insegnante non si fida troppo del mercante, lo fraintende e pone anche obiezioni in gran parte giustificate, tanto che il mercante finisce col desiderare di ritirarsi dal caso.
In un dialogo avvenuto durante il periodo natalizio tra lui e il maestro si mettono a discutere delle motivazioni di ciascuno e del differente esito che queste hanno portato, rispetto a ciò che loro due si aspettavano. Il racconto termina a metà della conversazione dei due uomini.